# 頸椎
頸椎（けいつい、cervical vertebrae）は、椎骨の一部を構成する骨。頭部の支持のほか、前後屈・横屈・左右回旋などの運動を可能とする機能を持つ。

## 両生類の頸椎
脊椎動物のうち魚類は頸椎を他の脊椎から区別できない。現生の両生類においては第一頸椎のみが唯一の頸椎として扱われている。現生両生類の第一頸椎には突起が存在せず、2つの後頭顆と関節する2つの滑らかな窪みが存在する。これにより、頭蓋は魚類に不可能であった背腹方向への運動をある程度可能とした。なお、最初期の両生類では後頭顆と窪みはそれぞれ1つのみであったとされる。

## 有羊膜類の頸椎
有羊膜類では、頸椎は胸郭の形成に参加しない点で胸椎あるいは胴椎から区別される。有羊膜類の頸椎は両生類よりも数が多く、柔軟性が高い。また第一頸椎（環椎）と第二頸椎（軸椎）が獲得されたのもこの有羊膜類の段階である。環椎は椎体が欠損するため環状構造を示し、頭側に1つあるいは2つの深い上関節窩を持ち、爬虫類では1つ、哺乳類では2つの後頭顆と関節する。この機能は両生類に見られるものと同様である。ヘビ以外の有羊膜類では、環椎の椎体は軸椎の歯突起となる。歯突起は前側に突出して環椎を貫通し、頭部と環椎の回転軸として機能する。
非鳥類型恐竜の多くは、曲竜類やケラトプス科を除き、鳥類と同様にS字型に湾曲した頸部を持つ。長い頸部を持つ竜脚類は頸椎数が多く、恐竜の中でも柔軟性が高かったと見られるが、現生鳥類ほど高い可動性を持つ適応は示さなかった。
鳥類の頸椎は哺乳類と比べて多く、例えばハトは12個、ニワトリ・アヒル・フクロウは14個、ガチョウは17個、ハクチョウは25個の頸椎を持つ。フクロウは頭を最大で左右に270度回旋できる。
大多数の哺乳類の頸椎は7つの骨で構成されている（ヒトやキリンやクジラなど）。ただし例外は、マナティー・オオアリクイは6個、ナマケモノは6〜9個の頸椎を持つ。
哺乳類の第三頸椎から第七頸椎までは似た形をしているが下にある椎体ほど大きく、特に第七頸椎は長く大きな棘突起を持ち、体表から容易に観察したり触れることができるため隆椎とも呼ばれる。頸椎の中で最も運動が起こりやすいのは第一頸椎と第二頸椎の間であり、これを環軸関節と呼ぶ。

## 画像

頸椎の位置。赤色で示す。
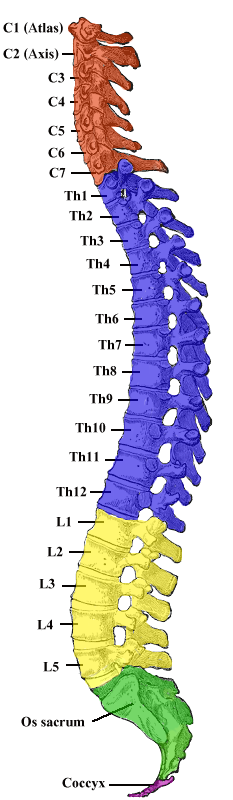
ヒト脊椎。一番上の茶色の部分が頸椎。
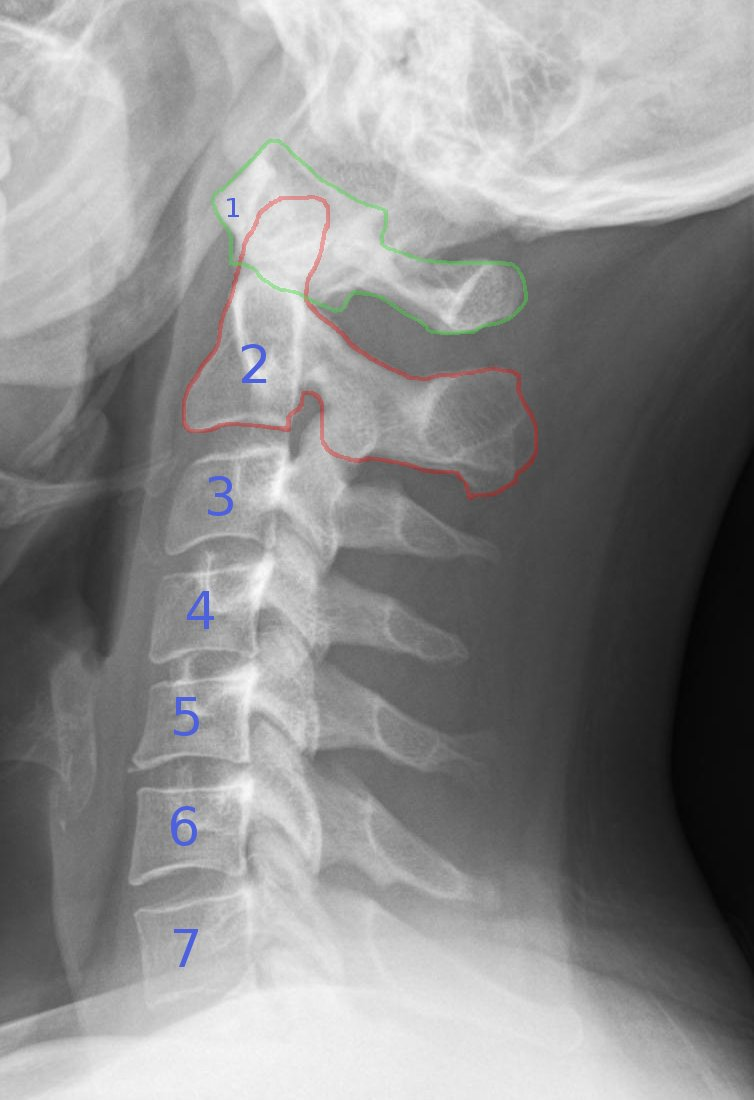
頸椎のX線画像。
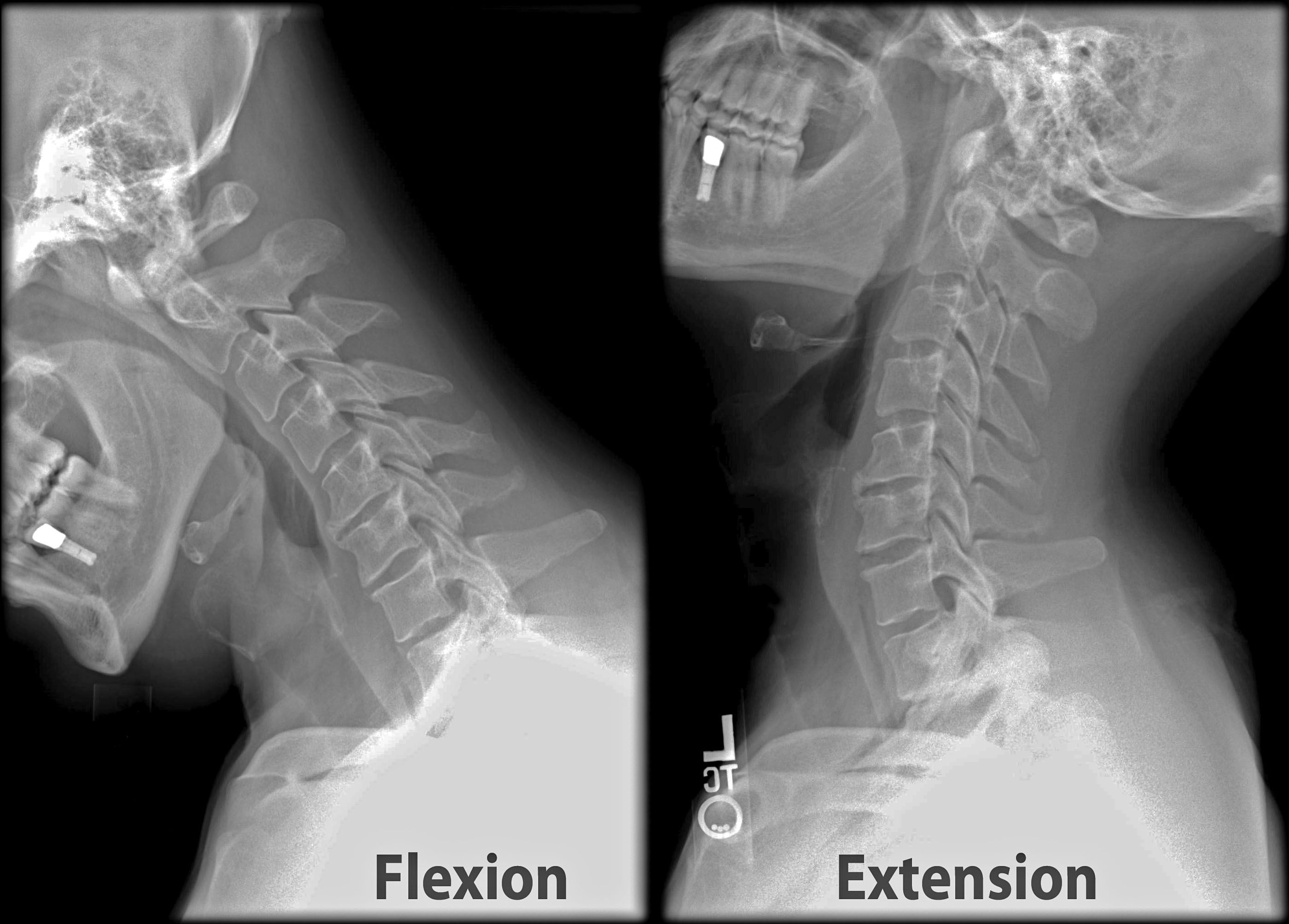
頸椎の屈曲・伸展のX線画像。
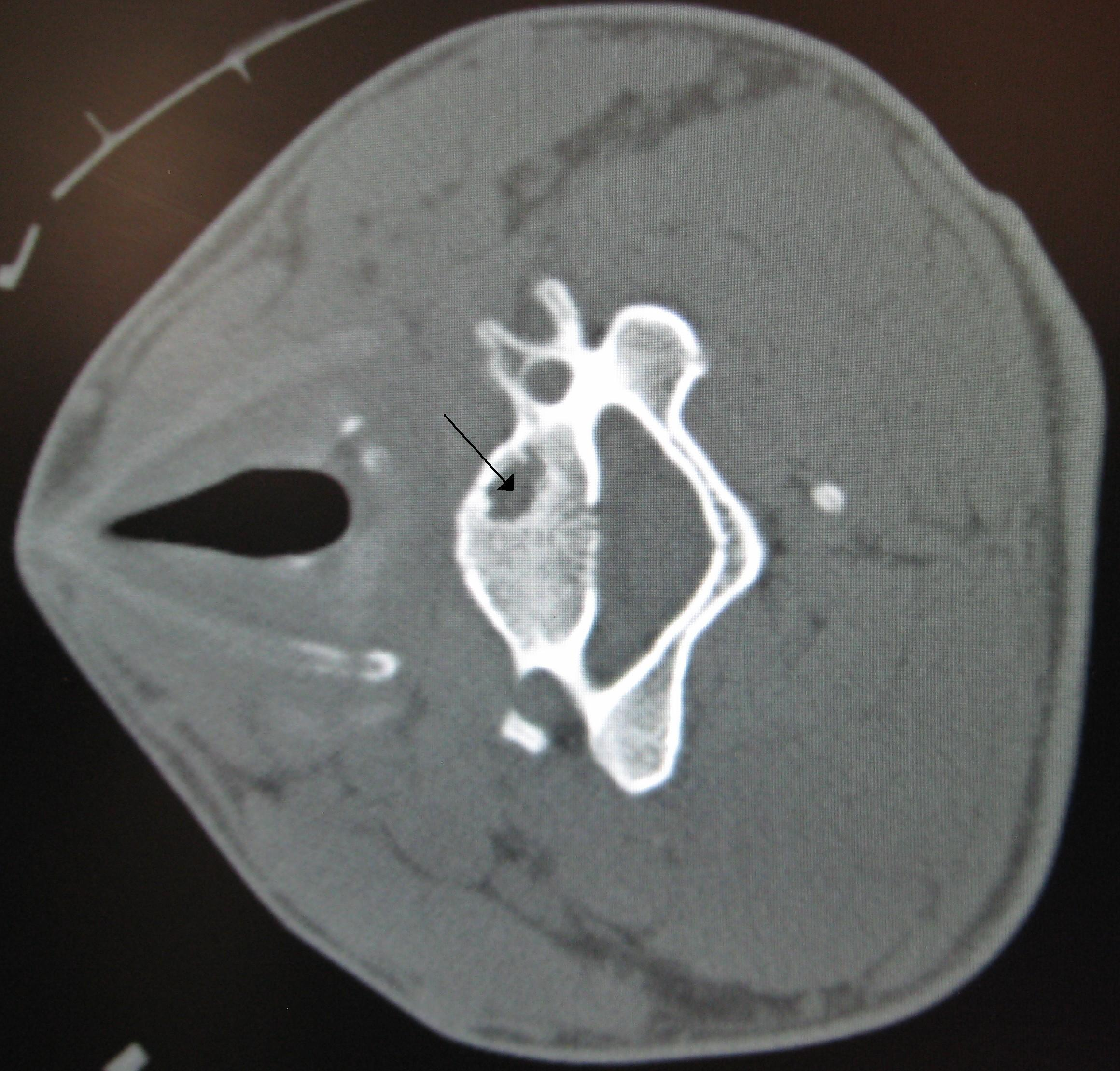
頸椎の横断面。CTでの撮影。
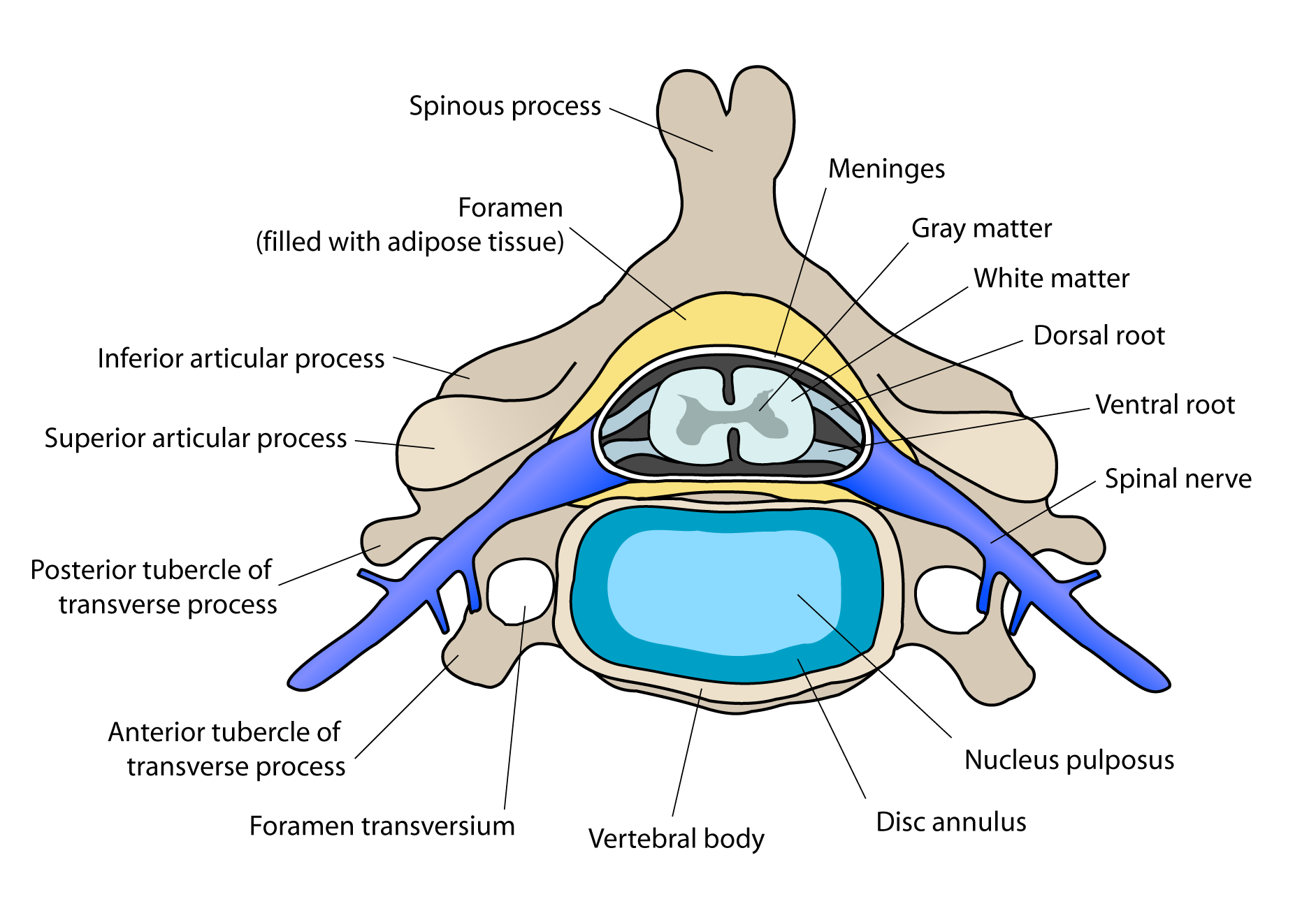
頸椎の横断面。各部の名称。